# Birgit Minichmayr
Birgit Minichmayr (3 de abril de 1977) es una actriz austriaca, nacida en la ciudad de Linz. Estudió artes dramáticas en el seminario Max-Reinhardt en Viena.

## Carrera
Minichmayr inició su carrera en el teatro Burgtheater en Viena, donde actuó en numerosas obras, incluyendo Der Reigen de Arthur Schnitzler, Troilus and Cressida de William Shakespeare y Der Färber und sein Zwillingsbruder de Johann Nestroy. Hizo su debut en el cine en el año 2000 en el papel de Barbara Brecht en la película de Jan Schütte, The Farewell, junto a Sepp Bierbichler y Monika Bleibtreu. En el 2000,  Minichmayr apareció en la serie de televisión "Böses Blut", de Peter Sämann. Ganó el premio austriaco Nestroy Prize por "Mejor Talento Joven" ese mismo año. En 2006 actuó en la película Kronprinz Rudolfs letzte Liebe, y en la adaptación de El Perfume: Historia de un Asesino, encarnado a la madre de Grenouille.
Minichmayr actualmente reside en Munich y Vienna. Ha trabajado con directores como István Szabó, Götz Spielmann, Tom Tykwer, Oliver Hirschbiegel, Robert Dornhelm y Doris Dörrie. 

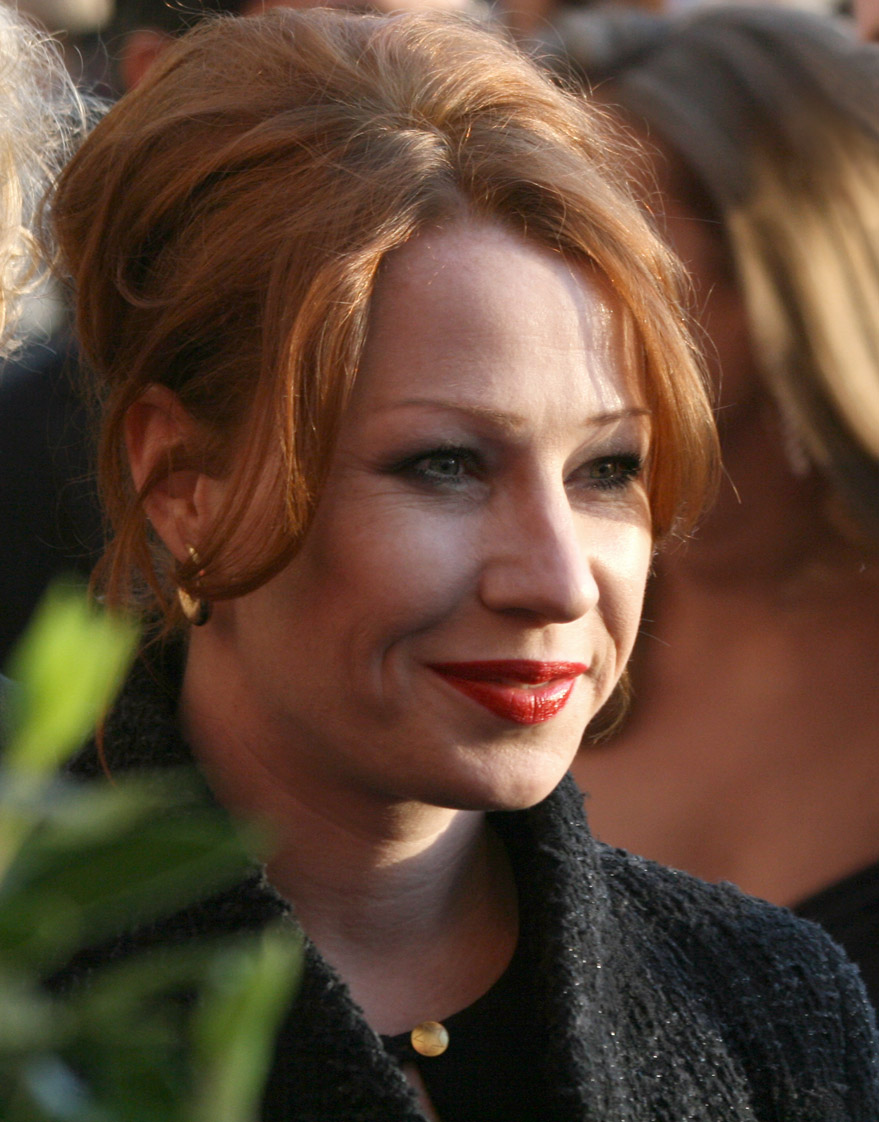
Birgit en el 2012

## Filmografía
| Fecha | Película                                  | Rol                 | Director             | Notas |
| 2015  | Jack                                      |                     |                      |       |
| 2012  | Gnade                                     |                     |                      |       |
| 2009  | Alle Anderen                              | Gitti               | Maren Ade            | Cine  |
| 2009  | The White Ribbon                          | Frieda              | Michael Haneke       | Cine  |
| 2009  | Der Knochenmann                           | Birgit              | Wolfgang Murnberger  | Cine  |
| 2008  | Cherry Blossoms                           | Karolin Angermeier  | Doris Dörrie         | Cine  |
| 2007  | Midsummer Madness                         | Maja                | Alexander Hahn       | Cine  |
| 2006  | PolizeiRuf 110 - Kellers Kind             | Aglaia              | Titus Selge          | TV    |
| 2006  | Kronprinz Rudolfs letzte Liebe            | Mizzi Kasper        | Robert Dornhelm      | TV    |
| 2006  | KrankHeit Der Jugend                      |                     | Michael Haneke       | Cine  |
| 2005  | Fallen                                    | Brigitte            | Barbara Albert       | Cine  |
| 2005  | Perfume: The Story of a Murderer          | Madre de Grenouille | Tom Tykwer           | Cine  |
| 2004  | Daniel Käfer - Die Villen Der Frau Hürsch | Mirz Schlömmer      | Julian Pölsner       | TV    |
| 2004  | Spiele Leben                              | Tanja               | Antonin Svoboda      | Cine  |
| 2004  | Downfall                                  | Gerda Christian     | Oliver Hirschbiegel  | Cine  |
| 2003  | Hotel                                     | Petra               | Jessica Hausner      | Cine  |
| 2002  | Liegen Lernen                             | Tina                | Hendrik Handloeghten | Cine  |
| 2001  | Spiel Im Morgengrauen                     | Steffi              | Götz Spielmann       | TV    |
| 2001  | Taking Sides                              | Emmi Straube        | István Szabó         | Cine  |
| 2000  | Tatort - Böses Blut                       | Kathi               | Peter Sämann         | TV    |
| 2000  | The Farewell                              | Barbara Brecht      | Jan Schütte          | Cine  |